# 弗勒格烏鄉
46°46′N 24°31′E / 46.767°N 24.517°E
弗勒格烏鄉（羅馬尼亞語：Comuna Fărăgău, Mureș），是羅馬尼亞的鄉份，位於該國中部，由穆列什縣負責管轄，面積40平方公里，海拔高度484米，2007年人口1,680，人口密度每平方公里42人。